# Lažany (Vyskeř)
Lažany jsou malá vesnice, část obce Vyskeř v okrese Semily. Nachází se asi dva kilometry jihovýchodně od Vyskeře.
Lažany leží v katastrálním území Vyskeř o výměře 9,61 km².

## Historie
První písemná zmínka o vesnici pochází z roku 1363.

## Pamětihodnosti
- Pekařova brána – skalní brána, uměle vytvořená při stavbě silnice